# Xã Oswego, Quận Labette, Kansas
Xã Oswego (tiếng Anh: Oswego Township) là một xã thuộc quận Labette, tiểu bang Kansas, Hoa Kỳ. Năm 2010, dân số của xã này là 354 người.